# راجوال نو
راجوال نو (به انگلیسی: Rajowal Nau) یک شهر در پاکستان است که در پنجاب واقع شده‌است.